# Monardella leucocephala
Monardella leucocephala är en kransblommig växtart som beskrevs av Asa Gray. Monardella leucocephala ingår i släktet Monardella och familjen kransblommiga växter. Inga underarter finns listade i Catalogue of Life.